# Самцово
Самцово — деревня в Смоленской области России, в Дорогобужском районе. Население — 28 жителей (2007 год). Расположена в центральной части области в 23 км к востоку от Дорогобужа, в 5 км южнее автодороги Р134 «Старая Смоленская дорога» Смоленск — Дорогобуж — Вязьма — Зубцов на правом берегу реки Осьма. Входит в состав Васинского сельского поселения.

## История
Известно как минимум с 1500 года (упоминается как Самсов Бор). В 1625 году было пожаловано польским королём Сигизмундом III русским грунтовым (от слова грунт – земельный надел, за который они несли службу) казакам. Земли оставались в их владении вплоть до XX века. С 1861 года деревня становится центром волости. Волость была известна производством деревянных телег и саней. В 1904 году в деревне насчитывалось 520 жителей. В 1909 открыта земская школа.